# Ivan Nikitin
Ivan Savvič Nikitin (ruski: Иван Саввич Никитин) (Voronjež, 3. listopada 1824. – Voronjež, 28. listopada 1861.) - ruski pjesnik
Rođen je u obitelji trgovaca u Voronježu. Nikitin se obrazovao u sjemeništu do 1843. Njegov otac bio je nasilan i sklon alkoholu pa je time doveo obitelj u propast. Mladi Ivan Nikitin bio je primoran raditi kao gostioničar, da zaradi za obitelj.
Nakon svojih prvih literarnih radova, pridružio se krugu lokalne intelektulne elite, u kojoj je bio i Mihail De-Lupé., koji je kasnije napisao Nikitinov životopis i bio urednik njegovih sabranih djela.
Nikitin je samostalno učio francuski i njemački te pročitao velik broj djela svjetske književnosti, a 1859. otvorio je knjižaru i knjižnicu, koja je postala važno središte književnog i društvenog života u Voronježu.
Njegove prve pjesme pojavile su se 1849. godine, a prva zbirka poezije 1856. godine.
Pjesma "Kulak" iz 1858. godine, bila je njegova najuspješnija pjesma i kod kritičara i kod publike. Druga zbirka poezije izašla je 1859., a prozni "Dnevnik sjemeništarca" objavio je 1861.
Neke od njegovih pjesama postale su temelj za popularne pjesme, koje su uglazbili skladatelji kao što su: Vasilij Kalinnikov, Eduard Nápravník i Nikolaj Rimski-Korsakov.
Sovjetski predsjednik Nikita Hruščov bio je veliki ljubitelj Nikitinovih pjesama.